# South Sea Bubble (piesă)
South Sea Bubble este o piesă de teatru jucată de-a lungul anilor 1950, scrisă și jucată de Noel Coward. A fost scrisă de-a lungul unei perioade mai dificile pentru Coward, iar piesa a eșuat în încercarea a aduna recenzii pozitive.